# آب‌انبار وزیر
آب‌انبار وزیر مربوط به سدهٔ ۱۲ ه.ق است و در یزد، خیابان مسجد جامع کبیر واقع شده و این اثر در تاریخ ۱۴ فروردین ۱۳۵۷ با شمارهٔ ثبت ۱۶۱۰ به‌عنوان یکی از آثار ملی ایران به ثبت رسیده است.